# Fladhovedet kat
En fladhovedet kat (latin: Prionailurus planiceps) er et lille kattedyr fra Malaccahalvøen og Indonesien. Den er omtrent på størrelse med en huskat med en ca. 45 cm lang krop samt en 15 cm lang hale. Den har mørkebrun pels, hvor der kan være enkelte næsten sorte aftegninger på ben og hals. Som navnet antyder er hovedet fladt med en lang snude, store ovale øjne og som en af blot få kattearter kan den ikke trække kløerne helt tilbage.